# Palais Ceci et Rossi
Pour les articles homonymes, voir Rossi.
Le Palazzo Ceci e Rossi est un bâtiment civil du centre historique de Florence, situé entre la via Roma, la via de' Tosinghi, la via de' Brunelleschi, et la via de' Pecori. Édifié en 1893, le palais se dresse sur le site de l'ancien ghetto juif de Florence.

## Histoire et description
Il s'agit d'un grand bâtiment érigé en 1893 par la société Ceci et Rossi dans le cadre des restructurations du rénovation urbanistique du centre historique de Florence. Les espaces intérieurs sont articulés autour d'une cour en double « H ». Au coin des via Pecori et Brunelleschi, l'édifice possède une tour panoramique qui s'élève de la terrasse jusqu'au dernier étage.[réf. nécessaire]

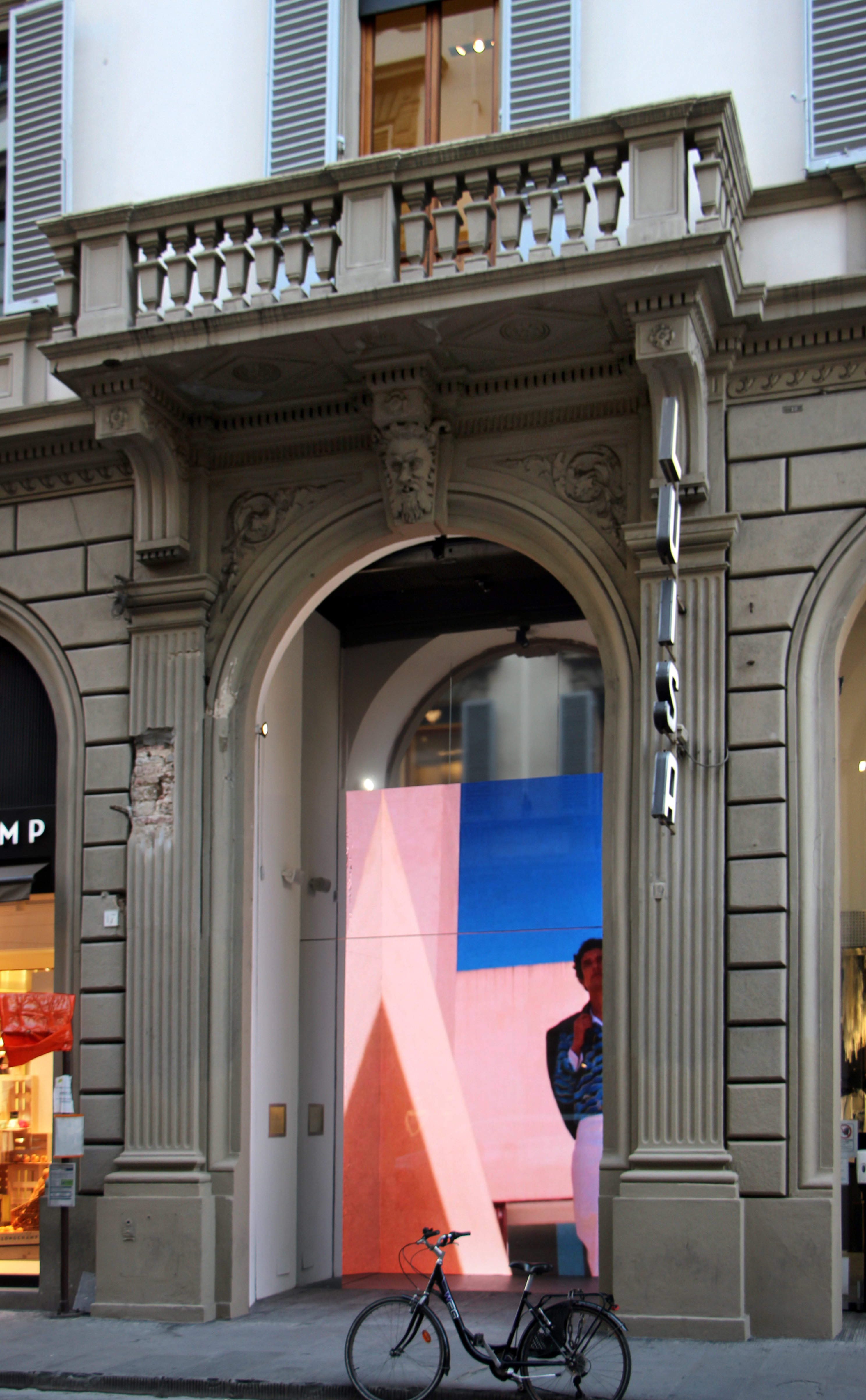
Le portail de la Via Roma, anciennement entrée de la galerie et aujourd'hui de la boutique Luisa Via Roma.

Marcello Jacorossi porta un jugement sévère sur l'imposant édifice : « Sur la zone du Ghetto détruit, profané par les écrivains humanitaires, les architectes de la fin du siècle n'ont rien trouvé de mieux que de construire un ghetto moderne, un sordide phalanstère de bureaux et de studios, dont la plupart des pièces sont mal éclairées par des puits de lumière, malgré le fait qu'au moins trois cents ouvertures soient pratiquées sur les quatre façades. Le bâtiment, le plus grand du centre après le Palais de la Poste, occupe tout l'îlot et suit presque exactement le tracé d'une « insula » de la ville romaine ».
« Les nervures, pignons et architraves des deux cent soixante-dix fenêtres réparties dans une série rigoureuse sur cinq étages au-dessus des arcs des cinquante-quatre saillies du rez-de-chaussée (dans le bâtiment qui forme encore aujourd'hui l'angle entre la via de' Pecori et la via Roma comme une frise pour San Giovanni) ne pouvait être que le résultat des spéculations les plus grossières ».
Du côté de la Via Roma se trouve le consulat de Saint-Marin.

## Galerie

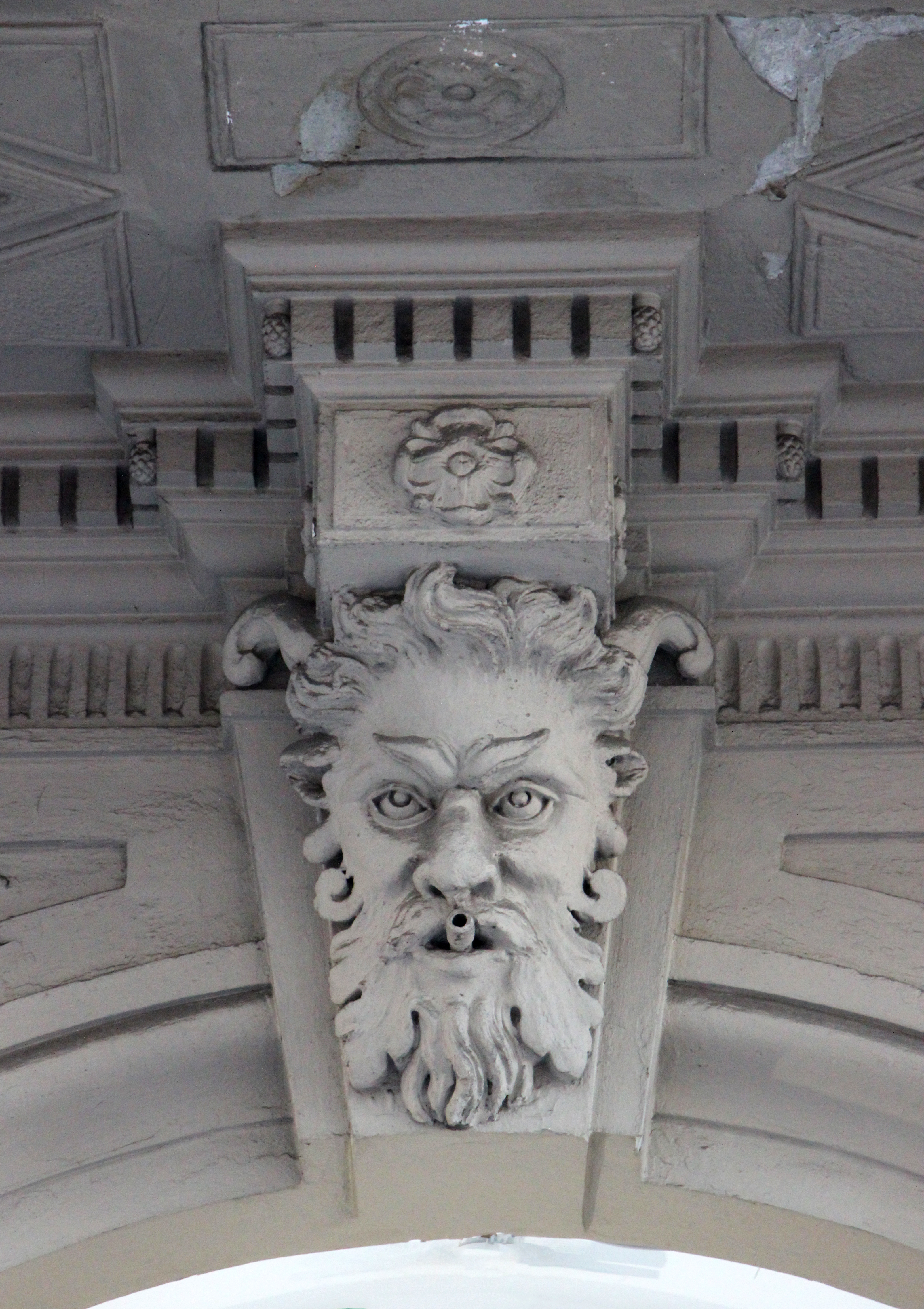
Mascaron sur la Via Roma.
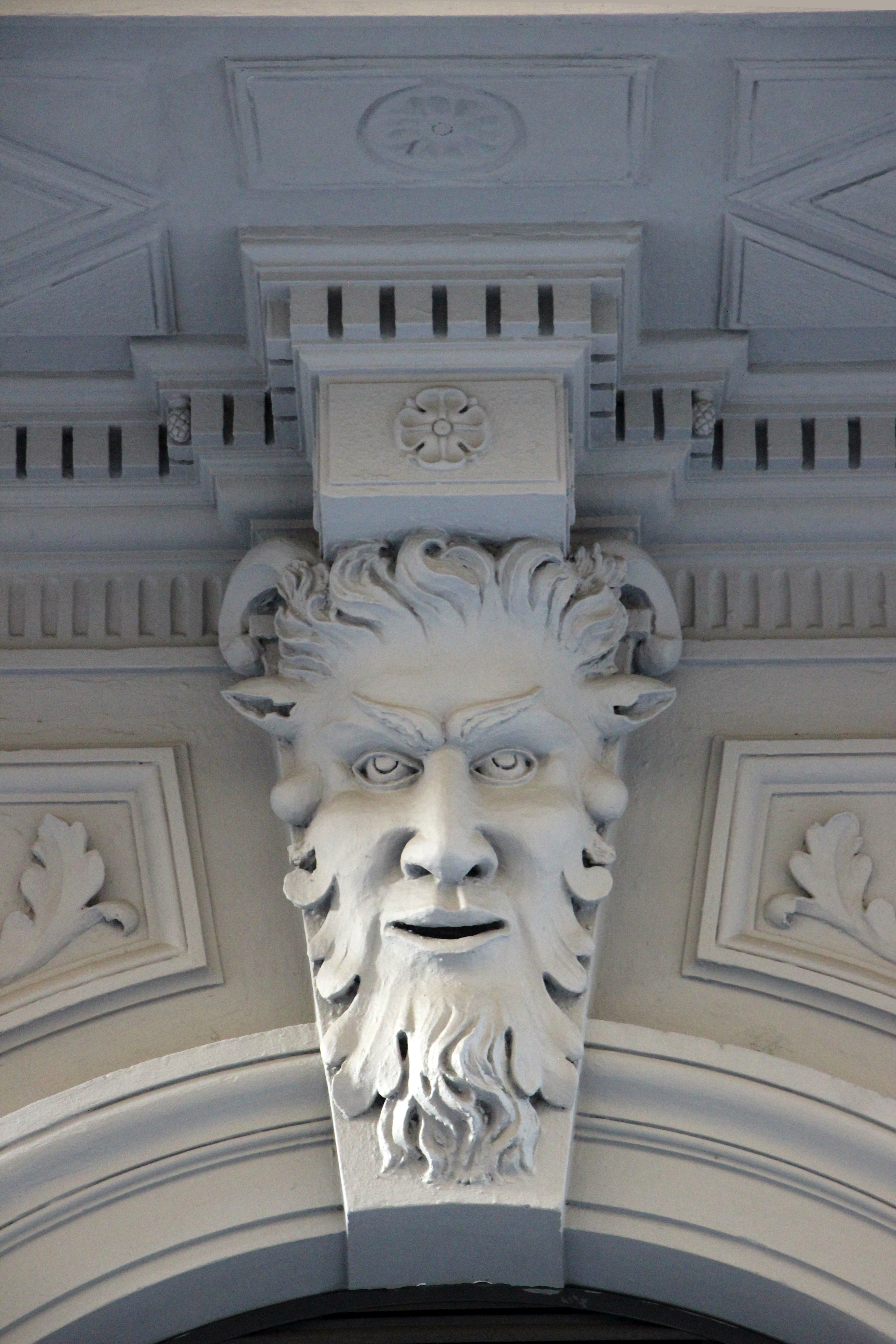
Mascaron sur la via dei Tosinghi.
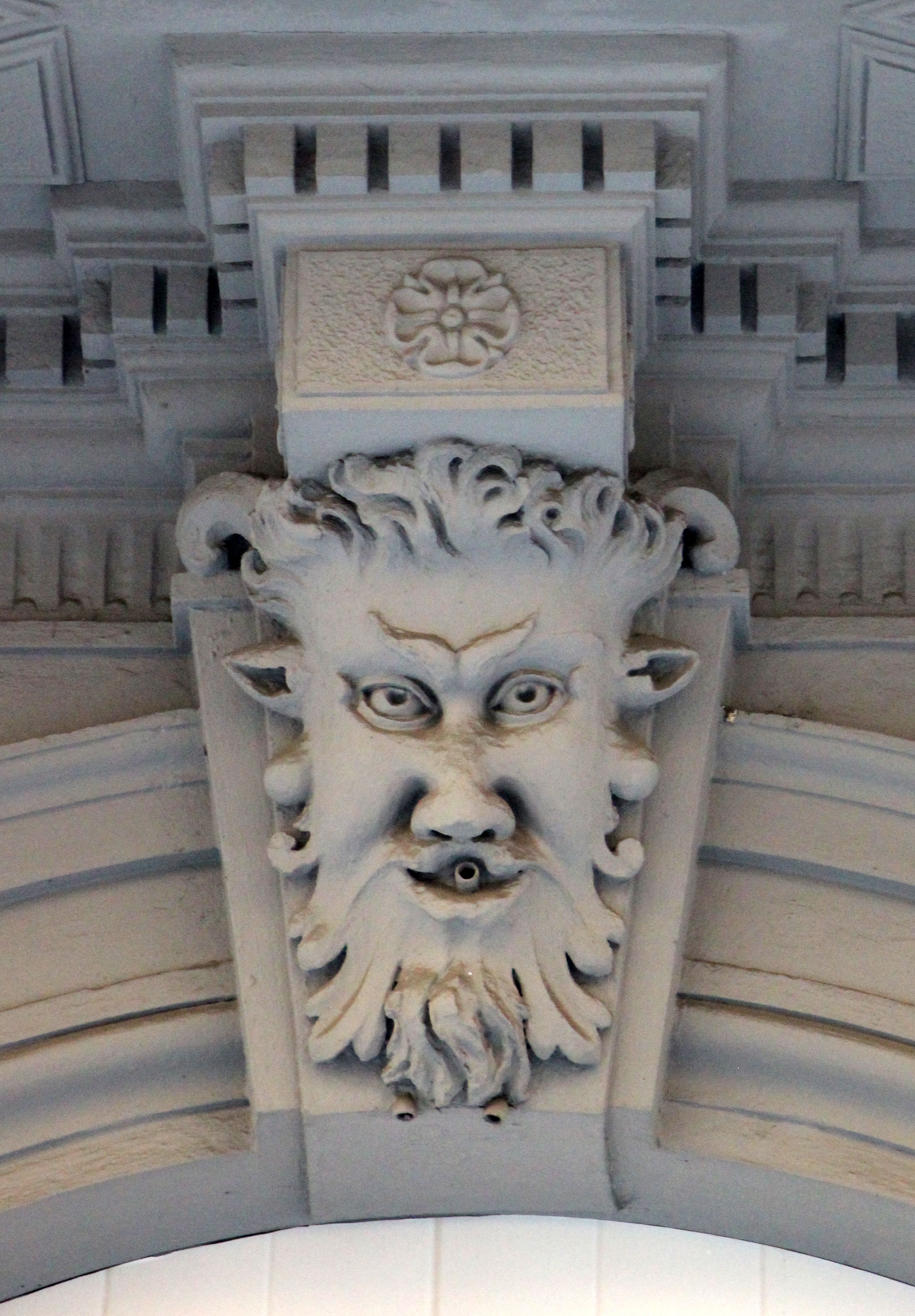
Mascaron dans la rue Brunelleschi.
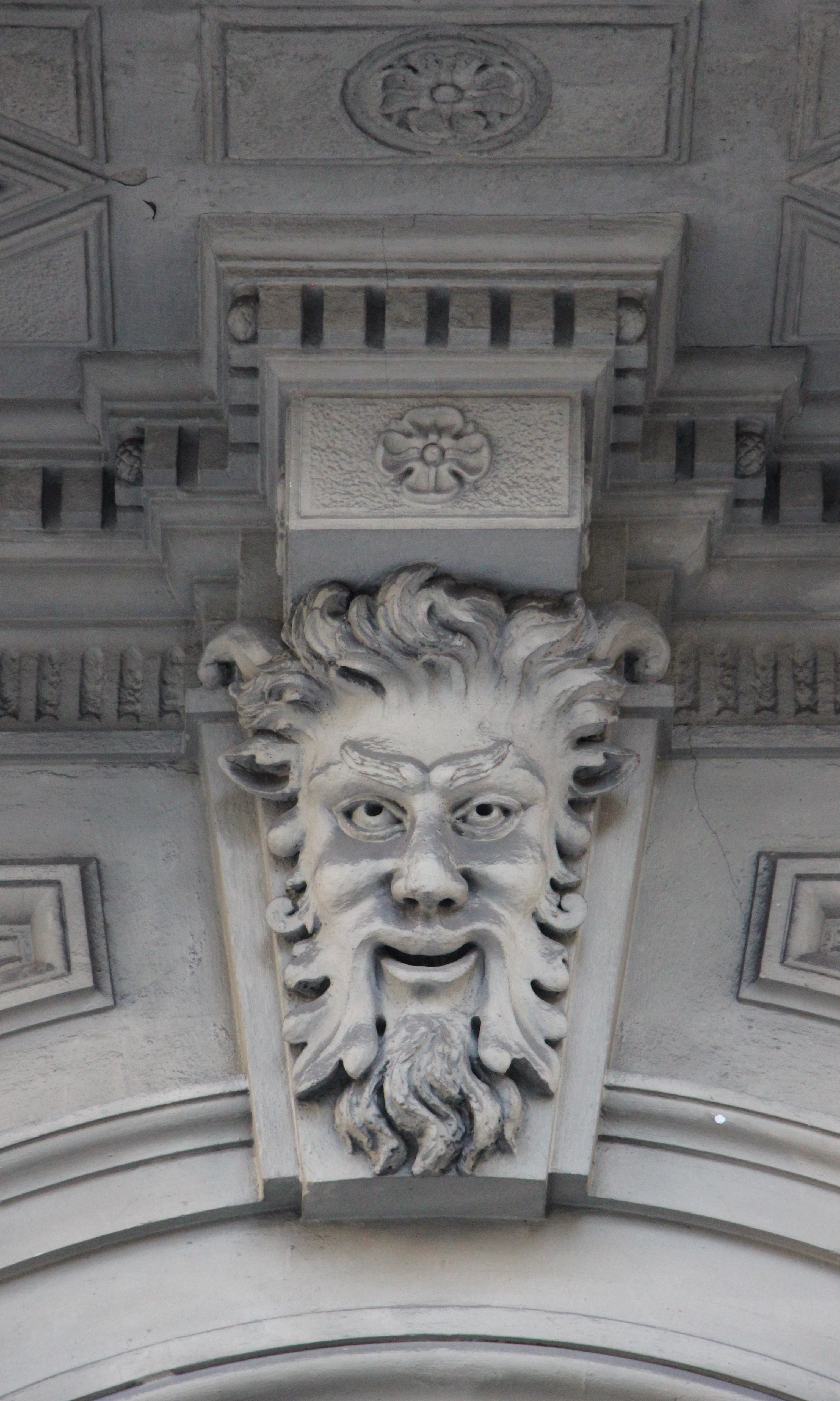
Mascaron sur la rue des moutons.
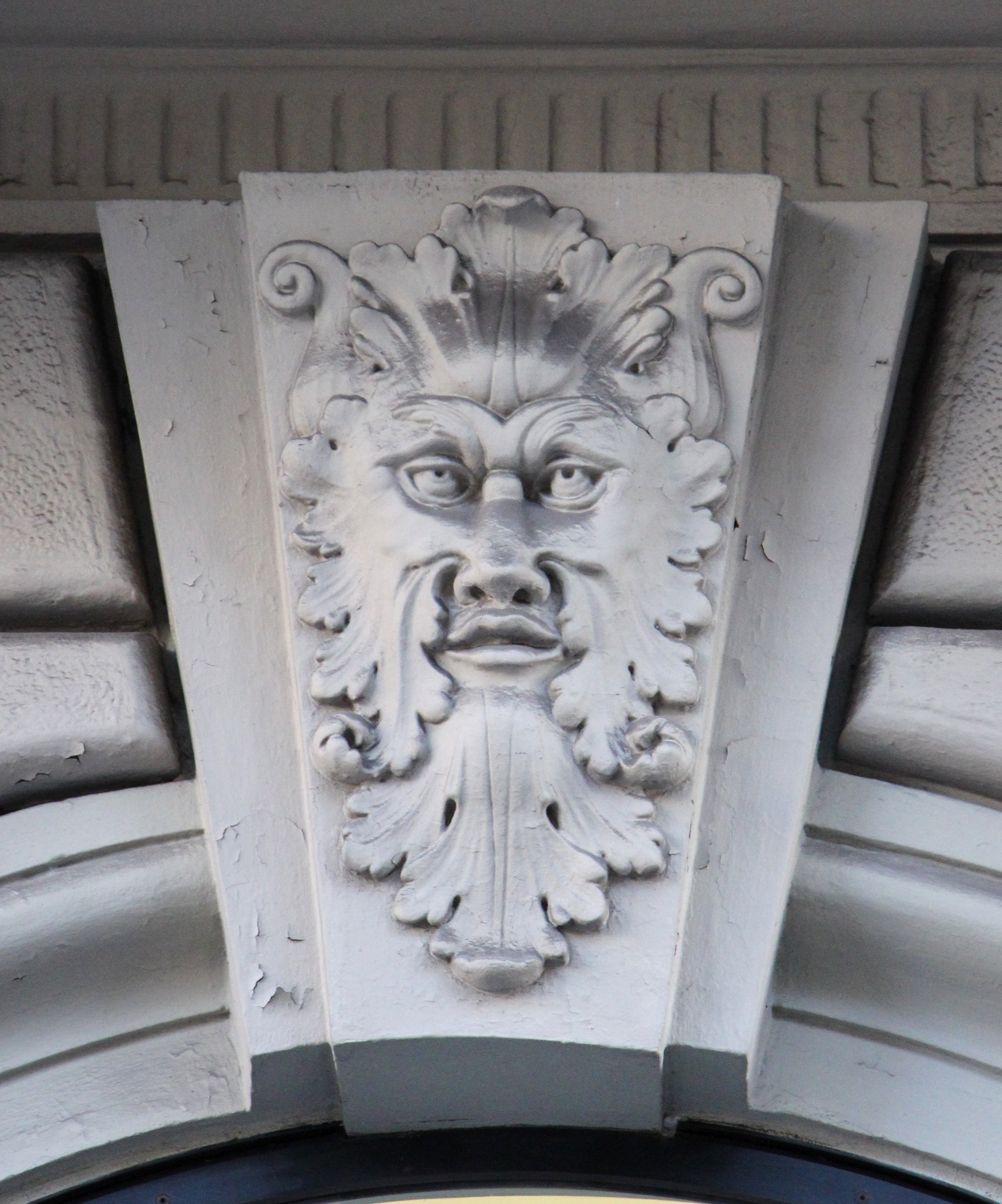
Mascaron sur les arches des bâtiments commerciaux.

## Bibliographie

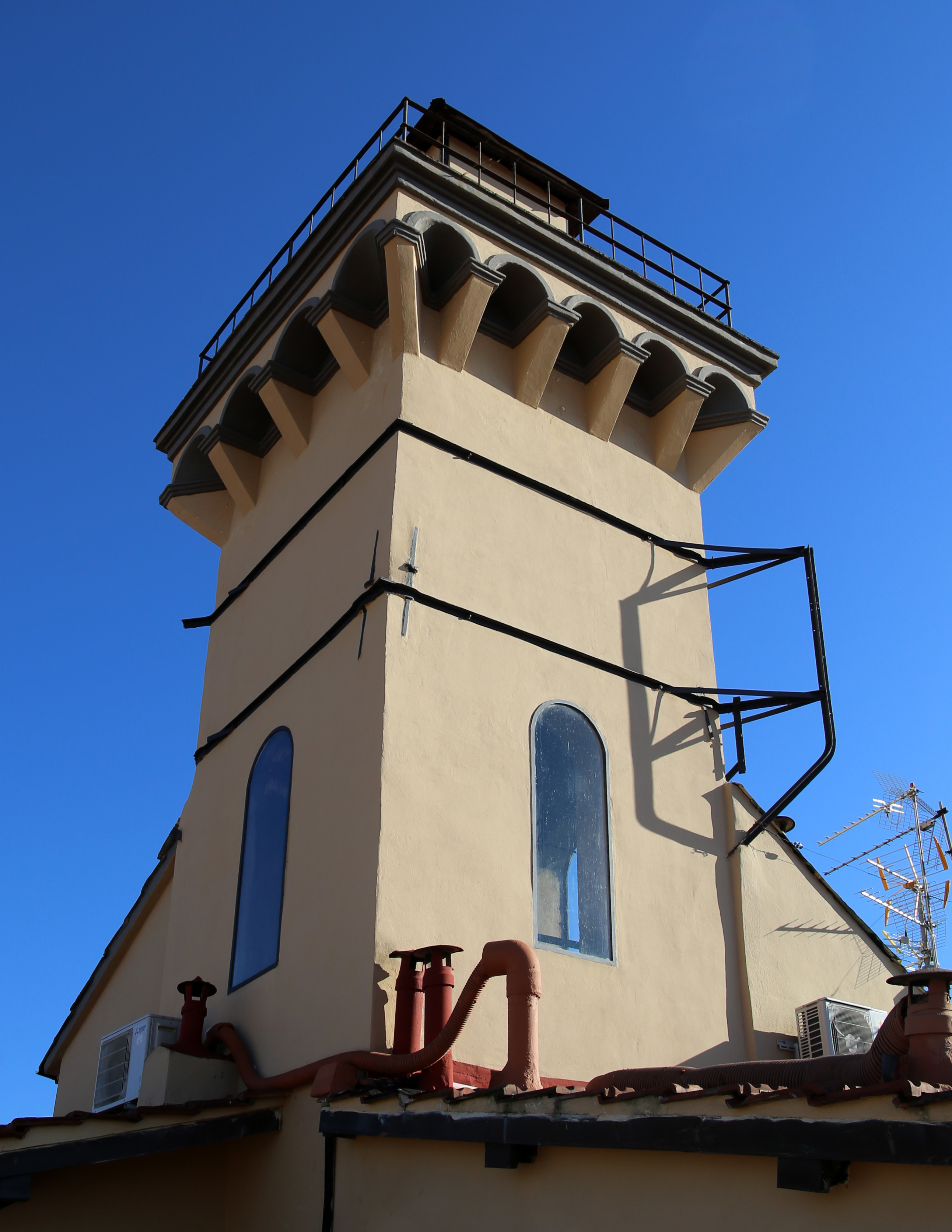
La tourelle.